# Lilija Podkopajeva

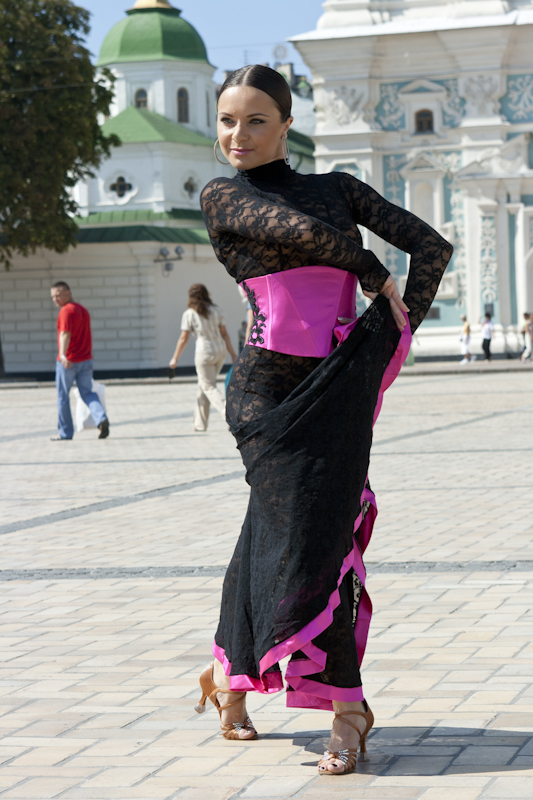
Lilija Podkopajeva

Lilija Oleksandrivna Podkopayeva (Oekraïens: Лілія Олександрівна Подкопаєва; Russisch: Лилия Александровна Подкопаева) (Donetsk, 15 augustus 1978) is een, uit Oekraïne afkomstige, Olympische meerkampkampioene turnen en kampioene grondoefeningen op de Olympische Zomerspelen 1996 (Atlanta). Tevens won ze op het WK turnen in 1995 de gouden medaille op de meerkamp en de paardsprong en een zilveren medaille op de evenwichtsbalk en brug ongelijk. 
1952: Ágnes Keleti ·
1956: Ágnes Keleti, Larissa Latynina ·
1960: Larissa Latynina ·
1964: Larissa Latynina ·
1968: Věra Čáslavská, Larisa Petrik ·
1972: Olga Korboet ·
1976: Nelli Kim ·
1980: Nadia Comăneci, Nelli Kim ·
1984: Ecaterina Szabo ·
1988: Daniela Silivaș ·
1992: Lavinia Miloşovici ·
1996: Lilija Podkopajeva ·
2000: Jelena Zamolodtsjikova ·
2004: Cătălina Ponor ·
2008: Sandra Izbașa · 
2012: Aly Raisman · 
2016: Simone Biles · 
2020: Jade Carey · 
2024: Rebeca Andrade
1952: Marija Gorochovskaja ·
1956: Larissa Latynina ·
1960: Larissa Latynina ·
1964: Věra Čáslavská ·
1968: Věra Čáslavská ·
1972: Ljoedmila Toerisjtsjeva ·
1976: Nadia Comăneci ·
1980: Jelena Davydova ·
1984: Mary Lou Retton ·
1988: Jelena Sjoesjoenova ·
1992: Tetjana Goetsoe ·
1996: Lilija Podkopajeva ·
2000: Simona Amânar ·
2004: Carly Patterson ·
2008: Nastia Liukin · 
2012: Gabby Douglas ·
2016: Simone Biles ·
2020: Sunisa Lee ·
2024: Simone Biles
1934: Vlasta Děkanová ·
1938: Vlasta Děkanová ·
1950: Helena Rakoczy ·
1954: Galina Sjamrai ·
1958: Larissa Latynina ·
1962: Larissa Latynina ·
1966: Věra Čáslavská ·
1970: Ljoedmila Toerisjtsjeva ·
1974: Ljoedmila Toerisjtsjeva ·
1978: Jelena Moechina ·
1979: Nelli Kim ·
1981: Olga Bicherova ·
1983: Natalia Yurchenko ·
1985: Jelena Sjoesjoenova / Oksana Omelianchik ·
1987: Aurelia Dobre ·
1989: Svetlana Boginskaja ·
1991: Kim Zmeskal ·
1993: Shannon Miller ·
1994: Shannon Miller ·
1995: Lilija Podkopajeva ·
1997: Svetlana Chorkina ·
1999: Maria Olaru ·
2001: Svetlana Chorkina ·
2002: Svetlana Chorkina ·
2003: Svetlana Chorkina ·
2005: Chellsie Memmel ·
2006: Vanessa Ferrari ·
2007: Shawn Johnson ·
2009: Bridget Sloan ·
2010: Alia Moestafina ·
2011: Jordyn Wieber ·
2013: Simone Biles ·
2014: Simone Biles ·
2015: Simone Biles ·
2017: Morgan Hurd ·
2018: Simone Biles ·
2019: Simone Biles ·
2021: Angelina Melnikova ·
2022: Rebeca Andrade ·
2023: Simone Biles
1957: Larissa Latynina ·
1959: Polina Astachova ·
1961: Polina Astachova ·
1963: Thea Belmer ·
1965: Věra Čáslavská ·
1967: Věra Čáslavská ·
1969: Karin Büttner-Janz ·
1971: Tamara Lazakovitsj ·
1973: Ljoedmila Toerisjtsjeva ·
1975: Nadia Comăneci ·
1977: Comăneci / Mukhina ·
1979: Elena Mukhina ·
1981: Maxi Gnauck ·
1983: Ecaterina Szabo ·
1985: Gnauck / Sjoesjoenova ·
1987: Daniela Silivaș ·
1989: Henrietta Ónodi ·
1990: Boginskaja / Kalinina / Pașca ·
1992: Tetjana Goetsoe ·
1994: Svetlana Chorkina ·
1996: Amânar / Chorkina / Podkopajeva ·
1998: Svetlana Chorkina ·
2000: Svetlana Chorkina ·
2002: Svetlana Chorkina ·
2004: Svetlana Chorkina ·
2005: Émilie Le Pennec ·
2006: Beth Tweddle ·
2007: Dariya Zgoba ·
2008: Ksenia Semyonova ·
2009: Beth Tweddle ·
2010: Beth Tweddle ·
2011: Beth Tweddle ·
2012: Viktoria Komova ·
2013: Alia Moestafina ·
2014: Rebecca Downie ·
2015: Daria Spiridonova ·
2016: Rebecca Downie ·
2017: Nina Derwael ·
2018: Nina Derwael ·
2019: Anastasia Ilyankova ·
2020: Zsófia Kovács ·
2021: Angelina Melnikova ·
2022: Elisabeth Seitz ·
2023: Alice D'Amato ·
2024: Alice D'Amato
1957: Larissa Latynina ·
1959: Polina Astachova ·
1961: Larissa Latynina ·
1963: Mirjana Bilić ·
1965: Věra Čáslavská ·
1967: Věra Čáslavská ·
1969: Olga Karasyova ·
1971: Ljoedmila Toerisjtsjeva ·
1973: Ljoedmila Toerisjtsjeva ·
1975: Nelli Kim ·
1977: Maria Filatova / Elena Mukhina ·
1979: Nadia Comăneci ·
1981: Maxi Gnauck ·
1983: Olga Bicherova / Ecaterina Szabo ·
1985: Jelena Sjoesjoenova ·
1987: Daniela Silivaș ·
1989: Svetlana Boginskaja / Daniela Silivaș ·
1990: Svetlana Boginskaja ·
1992: Gina Gogean ·
1994: Lilija Podkopajeva ·
1996: Lavinia Miloșovici / Lilija Podkopajeva ·
1998: Svetlana Chorkina / Corina Ungureanu ·
2000: Ludivine Furnon ·
2002: Alona Kvasha ·
2004: Cătălina Ponor ·
2005: Isabelle Severino ·
2006: Sandra Izbașa ·
2007: Vanessa Ferrari ·
2008: Sandra Izbașa ·
2009: Beth Tweddle ·
2010: Beth Tweddle ·
2011: Sandra Izbașa ·
2012: Larisa Iordache] ·
2013: Ksenia Afanasjeva ·
2014: Vanessa Ferrari / Larisa Iordache ·
2015: Ksenia Afanasjeva ·
2016: Giulia Steingruber ·
2017: Angelina Melnikova ·
2018: Mélanie de Jesus dos Santos ·
2019: Mélanie de Jesus dos Santos ·
2020: Larisa Iordache ·
2021: Jessica Gadirova ·
2022: Jessica Gadirova ·
2023: Jessica Gadirova ·
2024: Manila Esposito